# Primeira Cruz
Primeira Cruz est une municipalité brésilienne située dans l'État du Maranhão.